# 欧州国家免除条約
欧州国家免除条約（英: European Convention on State Immunity、仏: Convention européenne sur l'immunité des Etats）は、いわゆる主権免除に関する規律を定める多国間条約である。

## 沿革
主権免除とは、ある国の裁判所において他の国家が被告となった場合に、国際法上の主権平等の原則から、その国の裁判権から当該他の国家は免除される、ということである。
主権免除の認められる要件については複数の説があり、国際連盟および国連国際法委員会等において長年検討が重ねられてきたが、成果が得られないという状況の下、1963年、欧州評議会閣僚委員会はこの問題について取り組みを開始し、1965年から1970年にかけて本条約の草案が作成された。
本条約は1972年にバーゼルで開催された第7回欧州評議会法相会議において採択され、1976年に発効した。

## 概要
本条約は、国家の行為を主権的行為（acta iure imperii）および職務的行為（acta iure gestionis）に分け、後者については主権免除を認めないという制限免除主義に立脚し、当事国間で主権免除が認められない場合を第1部において列挙している。
第3部においては、条約当事国は他の当事国裁判所で行われた裁判の効力を（自国が敗訴した場合であっても）認めなければならない旨規定している。

## 構成
- 第1部 - 裁判管轄からの免除
- 第2部 - 手続に関する規則
- 第3部 - 裁判の効力
- 第4部 - 任意規定
- 第5部 - 一般規定
- 第6部 - 最終規定
- 附属書

本条約には、本条約上の義務が履行されない場合および本条約の解釈適用をめぐって争いがある場合の紛争解決手続を定める追加議定書が付属する。